# Heraclea de Siracusa
Heraclea va ser una princesa filla del rei Hieró II de Siracusa casada amb un noble siracusà de nom Zoippos.
Encara que el seu marit tenia un caràcter tranquil i no era ambiciós i no va prendre part en les activitats dels seus cunyats Andranòdor (Andranòdoros) i Temist (Temistos), després de la mort de Jerònim I de Siracusa, va ser inclosa en la sentència de mort de tots els parents de Hieró II, dictada per instigació de Sòpater, i va ser executada amb les seves dues filles. Es diu que l'assemblea popular va revocar la sentència dictada contra ella però quan ja era massa tard, segons Titus Livi.